# Aeroportul Auguste George
Aeroportul Auguste George (IATA: NGD, ICAO: TUPA) este un aeroport din Insulele Virgine Britanice, Teritoriile britanice de peste mări, Regatul Unit.
Situat la o altitudine de 9 m, aeroportul dispune de 1 pistă.

## Infrastructură

### Piste
Aeroportul dispune de o singură pistă. Pista 09/27 are suprafața de asfalt și dimensiunile 762 m × 18 m. 